# Acacia parramattensis
Acacia parramattensis är en ärtväxtart som beskrevs av Mary Douglas Tindale. Acacia parramattensis ingår i släktet akacior, och familjen ärtväxter. Inga underarter finns listade i Catalogue of Life.

## Bildgalleri

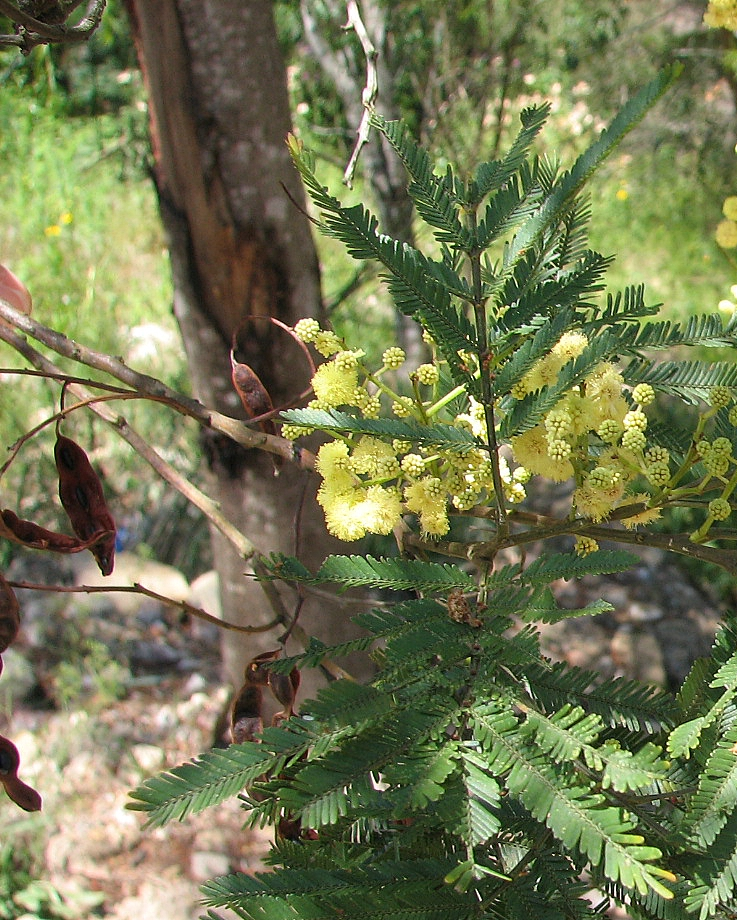
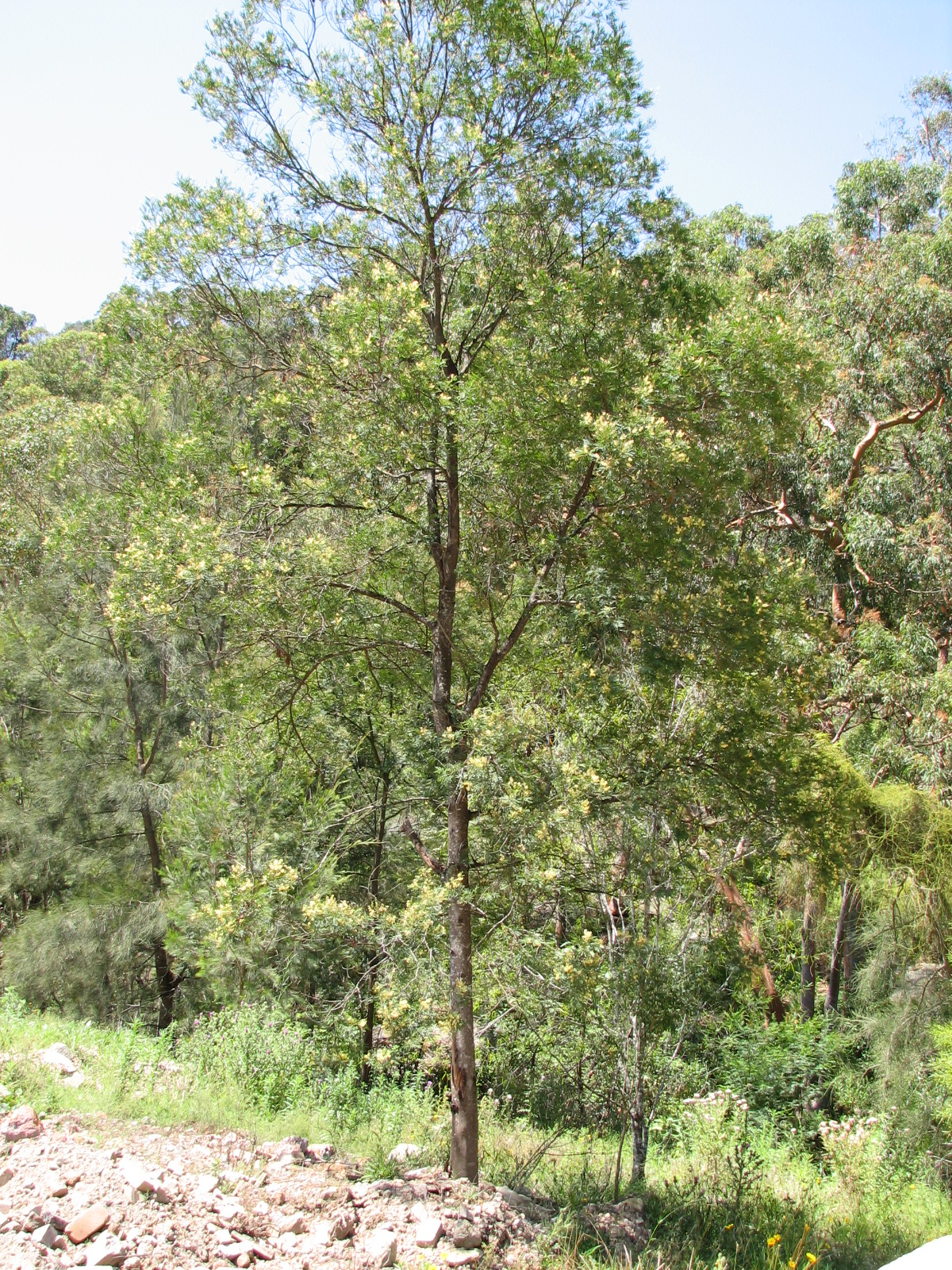
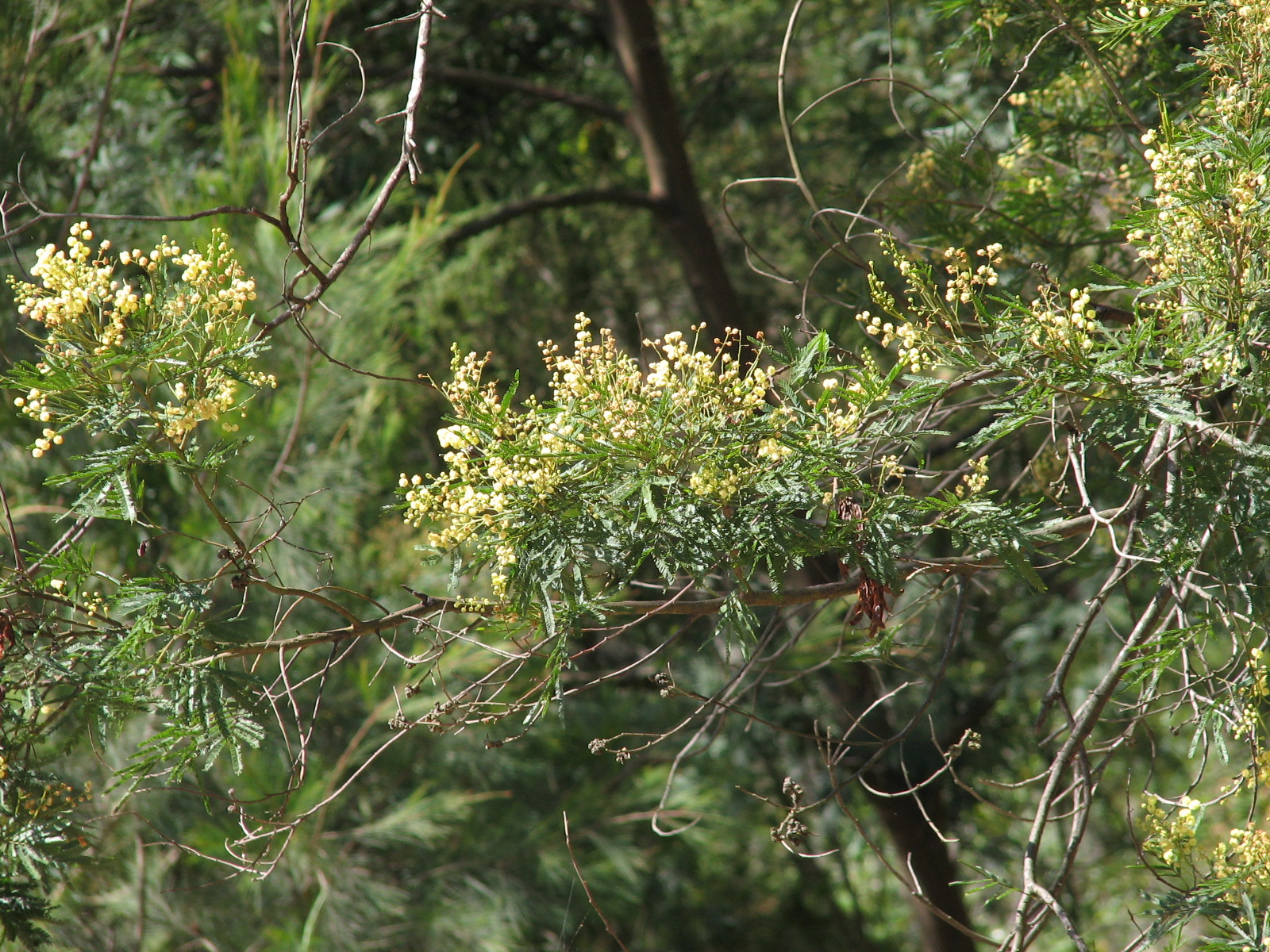
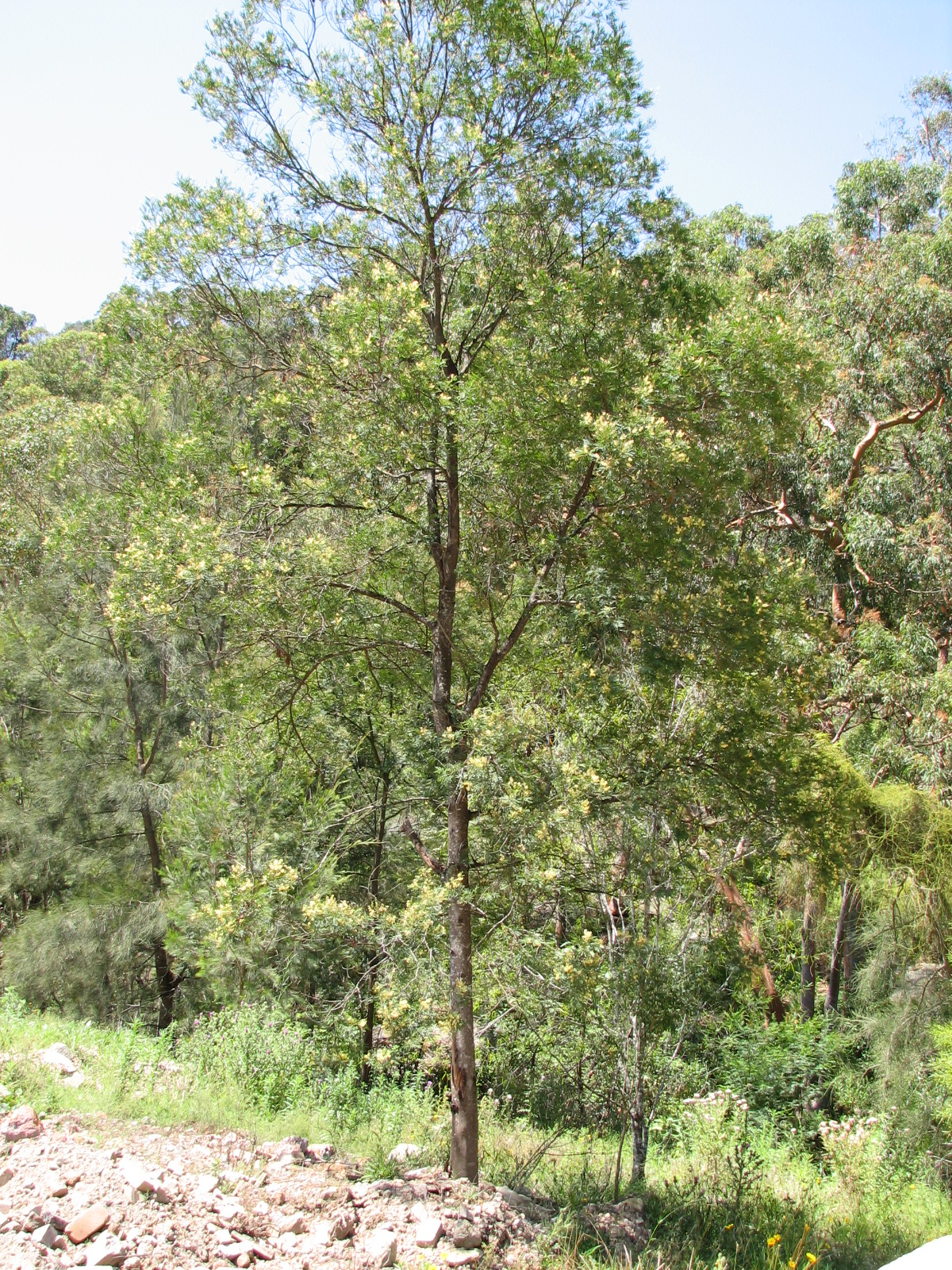
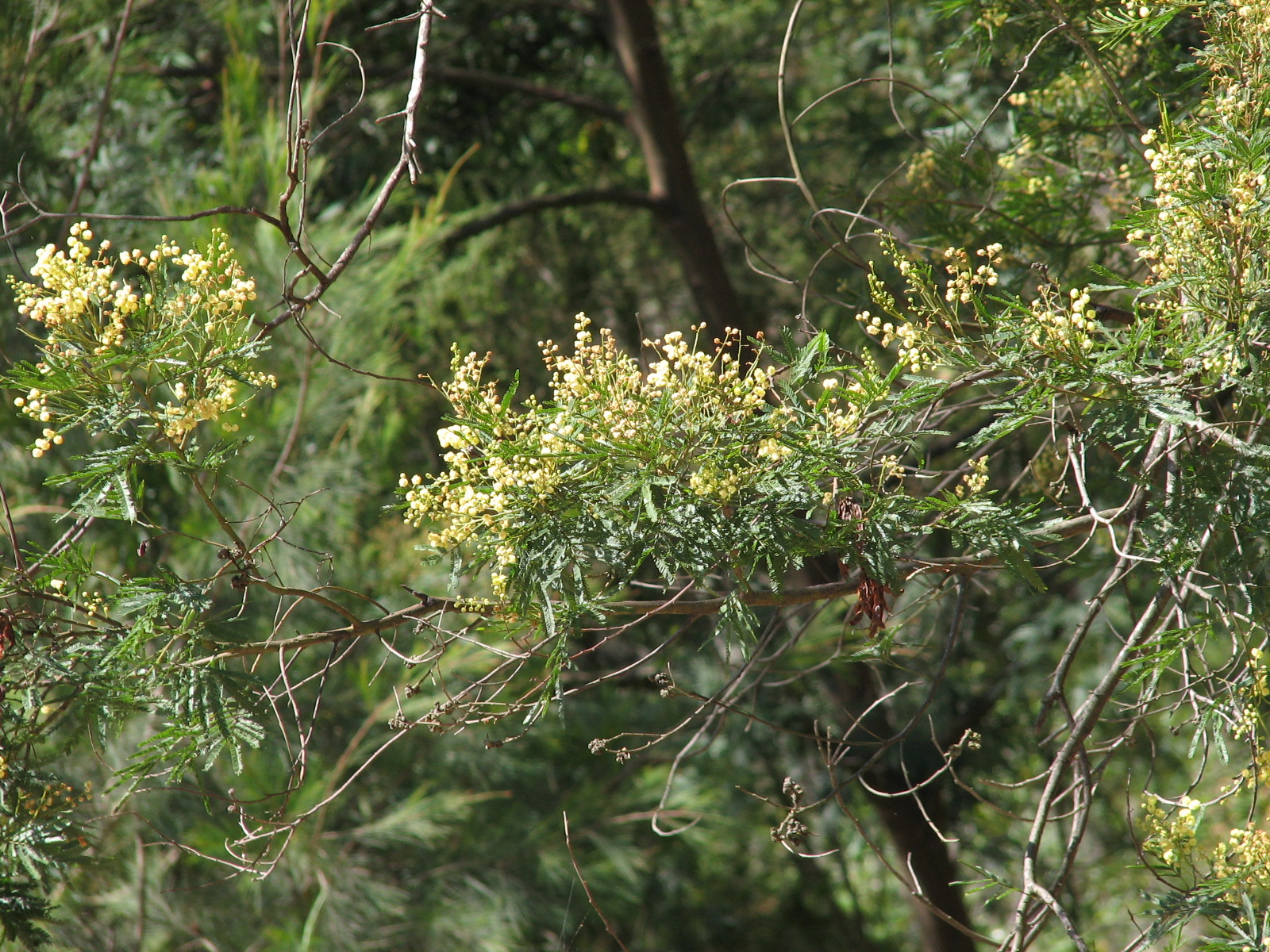